# Rik Fox
Rik Fox, pseudonimo di Richard Sulima-Suligowski (Amityville, 1956), è un bassista statunitense.
Egli è particolarmente noto per aver fatto parte di note band come Steeler, W.A.S.P., Hellion e molte altre band minori.

## Biografia
Rik Fox nacque a Amityville, Long Island, ma si spostò a Greenpoint, Brooklyn. Mentre frequentava le scuole superiori, Fox si interessò alla fotografia, dedicandosi alla rock star del glam rock di New York negli anni settanta. Egli fotografò gruppi come New York Dolls, ed altri. Durante questo periodo, Rik conobbe la sorella minore del all'epoca batterista dei Kiss Peter Criss. Fox e Peter Criss divennero amici, e grazie a ciò, egli conobbe il gruppo ancora prima che Ace Frehley ne entrasse a far parte.
Dopo essersi spostato a Los Angeles nel 1982, Fox suonò il basso in alcune band, inclusi gli Steeler, SIN, e W.A.S.P.. Egli militò diversi mesi negli W.A.S.P, con loro registrò una audio cassetta demo live da tre tracce, e inoltre diede il nome alla band. L'idea gli venne quando, mentre camminava nella casa in cui abitava con Blackie Lawless all'epoca, calpestò una vespa (in inglese appunto wasp). Questa storia è inoltre raccontata nel libro Bang Your Head: The Rise and Fall of Heavy Metal di David Konow, ed è confermata dal chitarrista degli W.A.S.P. Randy Piper, e in un'intervista online oltre ad un'intervista dello stesso Fox.
Blackie Lawless ha sempre negato la partecipazione di Rik Fox negli W.A.S.P., ma è evidente il contrario in diverse foto scattate da Don Adkins Jr. durante le prime sessioni , , , oltre ad aver suonato nella primissima demo della band. Adkins era un noto fotografo, che lavorò anche per i Mötley Crüe. Lawless inoltre non rese mai noto come venne trovato il nome W.A.S.P. rendendolo un mistero, ma facendo intendere indirettamente, come questo significasse "We are Sexual Perverts".
Lasciati gi W.A.S.P. nel 1982, entrò negli Steeler di Ron Keel l'anno successivo. In questa band debuttò anche il celebre guitar hero Yngwie Malmsteen. Lo stesso anno gli Steeler pubblicheranno l'omonimo Steeler. Ma dopo la lasciata di Malmsteen, tutti i membri abbandonarono la band, Fox compreso. Keel, dopo aver allestito un'altra formazione, abbandonò definitivamente il progetto. Keel poi farà strada con la band Keel durante tutti gli anni ottanta.
Dopo aver militato successivamente in qualche band minore, tra cui gli Hellion, la carriera musicale di Fox ebbe termine con l'ultima band "Thunderball", che si sciolse nei primi anni 90. In seguito lavorò nell'industria del cinema.

## Discografia
- W.A.S.P. - Demo 1982 (1982)
- W.A.S.P. - Face the Attack (1982)
- Steeler - Steeler (1983)
- SIN - On The Run [7" Single] (1983)
- SIN - Exploded [Demo] (1985)